# Forbundsdagsvalget 2002
Forbundsdagsvalget 2002 var det 15. valg til den tyske Forbundsdag. Valget blev afholdt den den 22. september 2002. Gerhard Schröders regeringskoalition mellem SPD og Bündnis 90/Die Grünen beholdt majoriteten i det tyske parlamentet efter en meget tæt valgsejr. 
Den konservative oppositions kanslerkandidat var Edmund Stoiber. Oppositionen angreb regeringens evne til at håndter den tyske økonomi, og profilerede sig på traditionelle familieværdier og mod skatter (særlig på benzin).
Tidlig i valgkampen førte de konservative stærkt i meningsmålingerne, men frem mod valget mistede de dette forspring. Regeringspartierne vandt betydelig opslutning på grund af sin modstand mod USAs krig mod Irak og Schröders personlige popularitet. Kort før valget blev bl.a. Sachsen ramt af oversvømmelser, og Schröder var hurtig til at vise sympati med ofrene.

## Resultater
Selvom oppositionen gik frem og resultatet var usikkert hele valgnatten, beholdt regeringspartierne magten. SPD kompenserede for tab af vælgere i vest med nye vælgere i det tidligere DDR, PDS tabte betydelig tilslutning og faldt under spærregrænsen på 5 procent, selvom at det var repræsenteret med to kredsmandater, som det vandt direkte via førstestemmerne, hvor vælgeren stemmer på en person (opstillet politiker). Partilistestemmer er andenstemmerne.
|  | Parti     | Partilistestemmer | Procent (ændring) | Procent (ændring) | Pladser (ændring) | Pladser (ændring) | Procent af pladser |
|  | --------- | ----------------- | ----------------- | ----------------- | ----------------- | ----------------- | ------------------ |
|  | SPD       | 18 484 560        | 38,5 %            | −2.4 %            | 251               | −47               | 41,6 %             |
|  | CDU       | 14 164 183        | 29,5 %            | +1,1 %            | 190               | −8                | 31,5 %             |
|  | CSU       | 4 311 513         | 9,0 %             | +2,2 %            | 58                | +11               | 9,6 %              |
|  | De grønne | 4 108 314         | 8,6 %             | +1,9 %            | 55                | +8                | 9,1 %              |
|  | FDP       | 3 537 466         | 7,4 %             | +1,1 %            | 47                | +4                | 7,8 %              |
|  | PDS       | 1 915 797         | 3,99 %            | −1,1 %            | 2                 | −34               | 0,3 %              |
|  | Andre     | 1 458 471         | 3,0 %             |                   | 0                 |                   | 0,0 %              |
|  | Totalt    | 47 980 304        | 100,0 %           |                   | 603               | −66               | 100,0 %            |